# Mintou Doucoure
Mintou Doucoure (19 de julho de 1982) é um futebolista profissional malinês que atua como defensor.

## Carreira
Mintou Doucoure representou a Seleção Malinesa de Futebol nas Olimpíadas de 2004.